# Tillandsia variabilis
Tillandsia variabilis là một loài thuộc chi Tillandsia. Đây là loài bản địa của Bolivia, Costa Rica, México và Hoa Kỳ.

## Giống
- Tillandsia 'Gretchen'